# Universidad de Erlangen-Núremberg

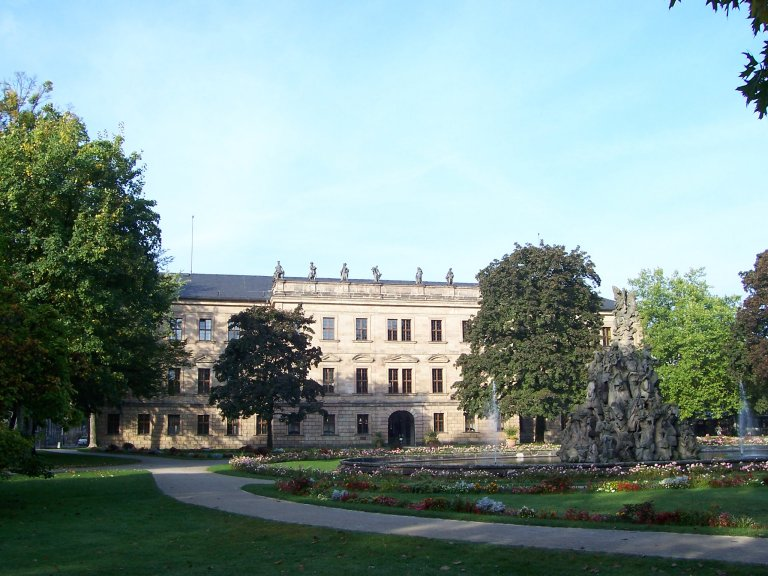
El palacio en el centro de Erlangen, conocido popularmente como el Schloss, aloja a gran parte de la administración de la universidad.

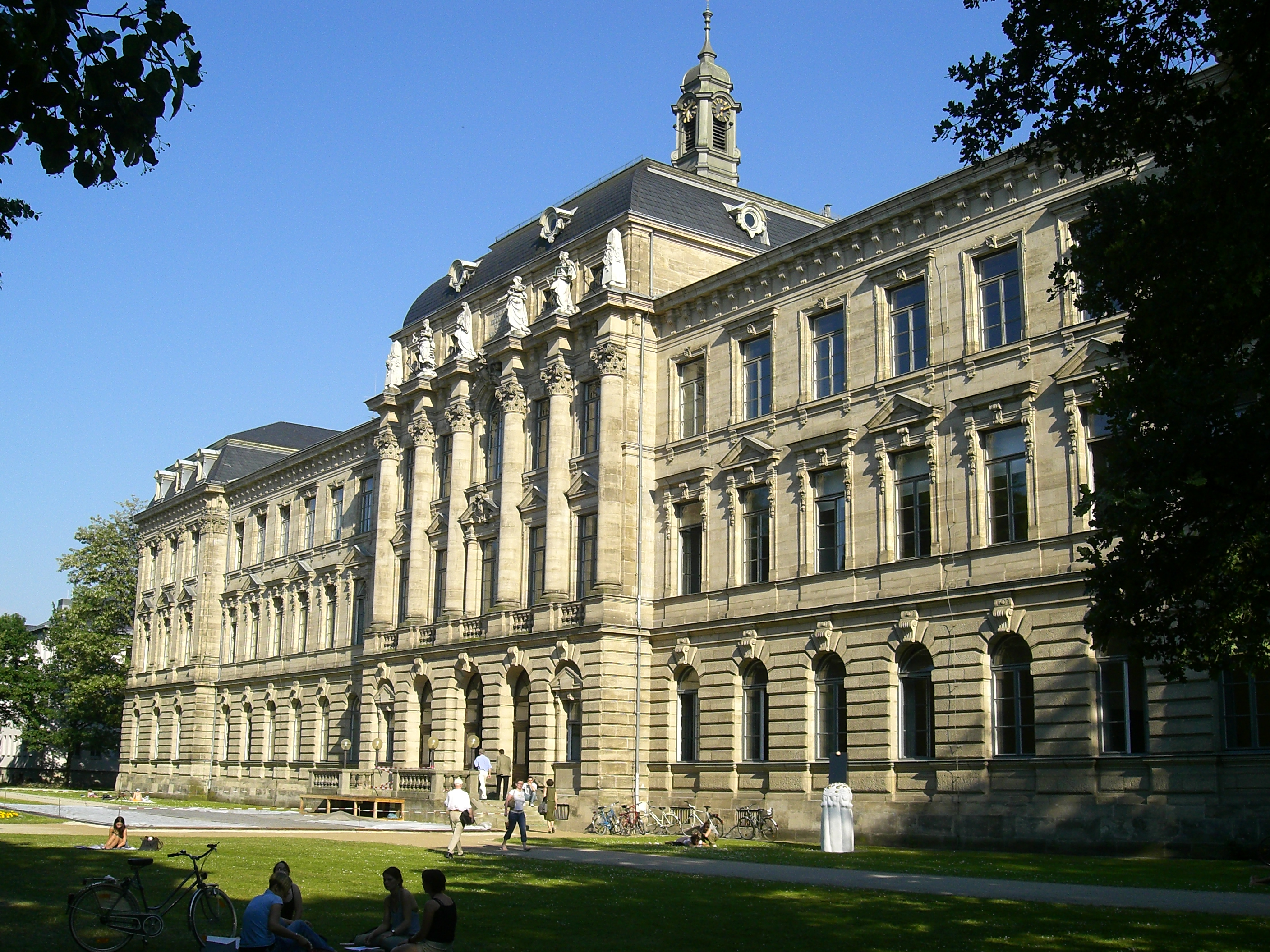
El Kollegienhaus, edificio central histórico y sala de conferencias de la universidad en los límites del parque del Palacio (Schlossgarten).

La  Universidad Friedrich-Alexander de Erlangen-Núremberg (en alemán, Friedrich-Alexander-Universität Erlangen-Nürnberg, abreviado FAU) es la universidad de las ciudades de Erlangen y Núremberg en Baviera, Alemania. Es la segunda universidad de Baviera con cinco facultades, 265 cátedras y actualmente unos 40.000 estudiantes, de los cuales 2/3 estudiaban en Erlangen y 1/3 en Núremberg. La universidad tiene aprox. 2500 estudiantes extranjeros.

## Historia
La universidad fue fundada en 1742 en Bayreuth por Federico III de Brandeburgo-Bayreuth y se trasladó a Erlangen en 1743. Su fundador (a quien se rinde honor en el nombre oficial de la institución) brindó un apoyo importante a la institución en sus primeros pasos.
Desde su creación, la universidad fue una institución protestante, que se secularizó de forma paulatina. Durante la era nazi, la universidad fue una de las primeras en tener una mayoría de afiliados al partido nazi en el consejo estudiantil. En 1961 el Colegio de Negocios de Núremberg se fusionó con la Universidad de Erlangen, resultando en el estado actual con una universidad dividida en dos ciudades. En 1966 se inauguró una facultad técnica y el colegio pedagógico de Núremberg pasó a formar parte de la universidad en 1972.

## Facultades
En febrero de 2007 el gobierno de la universidad aprobó una reestructuración en cinco facultades. Desde octubre de 2007 la FAU está formada por:
- Facultad de Humanidades y Ciencias Sociales, Escuela de Teología
- Facultad de Derecho, Escuela de Negocios y Economía
- Facultad de Medicina
- Facultad de Ciencias
- Facultad de Ingeniería

Las siguientes facultades formaron parte de la universidad (ordenadas por fecha de fundación):
- Facultad de Teología
- Facultad de Derecho
- Facultad de Medicina
- Facultad de Filosofía I (Filosofía, Historia y Ciencias Sociales)
- Facultad de Filosofía II (idiomas y literatura)
- Facultad de Ciencias I (Matemáticas y Física)
- Facultad de Ciencias II (Biología, Química y Farmacia)
- Facultad de Ciencias III (geografía, Geología / Mineralogía /Paleontología)
- Facultad de Negocios y Ciencias Sociales
- Facultad Técnica[2]
- Facultad de Pedagogía (1972) en Núremberg

## Lugares de interés
- Jardín Botánico de Erlangen, jardín botánico de la universidad

## Estudiantes célebres
- Johann Christian Daniel von Schreber (1739–1810), naturalista, estudioso de los mamíferos;
- Samuel Hahnemann (1755-1843), creador de la homeopatía;
- Georg Simon Ohm (1789–1854), físico, la Ley de Ohm se nombró en su honor;
- Justus von Liebig (1803–1873), químico, "padre de la industria de los fertilizantes";
- Ludwig Andreas Feuerbach (1804–1872), filósofo, asociado con los jóvenes hegelianos, un ateo;
- Eduard Buchner (1860-1917), químico, Premio Nobel de Química de 1907;
- Emmy Noether (1882–1935), matemática, el teorema de Noether se nombró en su honor;
- Hans Geiger (1882-1945), físico, contador Geiger;
- Ludwig Erhard (1897-1977), canciller de Alemania 1963-1966;
- Karlheinz Brandenburg (1954–), ingeniero de sonido, desarrollador del codec de audio para MP3.